# ناني خيمينيز
ناني خيمينيز (بالإسبانية: Nani Jiménez)‏ هي ممثلة إسبانية، ولدت في 9 ديسمبر 1981 في بلنسية في إسبانيا.

## وصلات خارجية
- ناني خيمينيز على موقع IMDb (الإنجليزية)
- ناني خيمينيز على موقع قاعدة بيانات الفيلم (الإنجليزية)